# フィッツロイ・サマセット (初代ラグラン男爵)
初代ラグラン男爵フィッツロイ・ジェイムズ・ヘンリー・サマセット（英語: FitzRoy James Henry Somerset, 1st Baron Raglan, GCB, PC、1788年9月30日 - 1855年6月29日）は、イギリスの陸軍軍人、政治家、貴族。
ボーフォート公爵家のヤンガーサンとして生まれる。1854年に勃発したクリミア戦争で英軍の指揮を執ったが、バラクラヴァの戦いで彼の不明瞭な命令が原因で軽騎兵旅団指揮官の第7代カーディガン伯爵ジェイムズ・ブルーデネルによる軽騎兵旅団の突撃が起こり、大損害が発生した。またセヴァストポリ包囲戦の作戦指導も失敗して同戦いを泥沼化させ、自身も戦病死した。最終階級は陸軍元帥。また1852年にラグラン男爵に叙されている。

## 経歴
1788年9月30日に第5代ボーフォート公爵ヘンリー・サマセットとその妻エリザベス(エドワード・ボスコーエンの娘)の間の8男としてグロスタシャー・バドミントン・ハウスに生まれる。
ウェストミンスター・スクールを卒業した後、1804年6月に第4軽竜騎兵連隊に入隊した。1805年6月に少尉に昇進。1808年5月には第43歩兵連隊の大尉となり、ついで同年7月にはサー・アーサー・ウェルズリー(のちの初代ウェリントン公爵)の副官となり、半島戦争に従軍し、様々な戦闘に参加した。そのさなかの1811年6月に名誉少佐(brevet major)、1812年4月に名誉中佐に昇進した。
1814年のナポレオンの最初の失脚でウェリントン公が駐フランス大使に就任した際にもウェリントン公の副官に留まり、同年8月にはウェリントン公の姪にあたるエミリーと結婚した。
ナポレオンの百日天下の際にもウェリントン公に従ってフランス軍と戦い、1815年6月のワーテルローの戦いでは片手を失う戦傷を負った。同年8月には陸軍大佐に昇進。
ナポレオン敗退後もウェリントン公の副官として1816年までフランス占領軍に勤務した。その後ウェリントン公が本国に帰国して補給庁長官となると彼も補給委員会のメンバーとなる。ウェリントン公とともに1827年まで務めた。
またその間の1818年から1820年までと1826年から1829年にかけてトゥルーロ選挙区から選出されてトーリー党の庶民院議員を務めた。
1825年5月には少将に昇進。1827年にウェリントン公が陸軍最高司令官に就任すると軍事長官に就任した。ウェリントン公が死去する1852年まで務めた。1830年6月には中将に昇進。
1852年10月には補給庁長官に就任するとともに連合王国貴族爵位ラグラン男爵に叙され、貴族院議員に列した。
1854年にクリミア戦争が勃発するとクリミアに派遣されて英軍の指揮を執った。1854年6月に大将、11月に陸軍元帥に昇進した。アルマの戦いやインケルマンの戦いを勝利に導いたが、バラクラヴァの戦いでは彼の不明瞭な命令のせいで軽騎兵旅団指揮官の第7代カーディガン伯爵ジェイムズ・ブルーデネル少将による無謀な「軽騎兵旅団の突撃」が起こり、英軍は多大な損害を出した。さらにセヴァストポリ包囲戦も彼の判断ミスが原因で長期化してしまった。
現地でコレラを罹患し、1855年6月28日に戦病死した。爵位は次男リチャード・サマセットが継承した（長男はすでに戦死）。

## 栄典

### 爵位
1852年10月20日に以下の爵位を新規に叙された。
- モンマス州におけるラグランの初代ラグラン男爵 (1st Baron Raglan, of Raglan in the County of Monmouth)
(勅許状による連合王国貴族爵位)

### 勲章
- 1847年、バス騎士団(勲章)ナイト・グランド・クロス (GCB)[2][3]

## 家族
1814年に第3代モーニントン伯爵ウィリアム・ウェルズリー＝ポール(初代ウェリントン公爵アーサー・ウェルズリーの兄)の娘エミリーと結婚。彼女との間に以下の2男3女を儲けた。
- 第1子(長女)シャーロット・キャロライン・エリザベス・サマセット (1815-1906) 結婚せず
- 第2子(長男)アーサー・ウィリアム・フィッツロイ・サマセット (1816-1845) 陸軍少佐。フェローズシャーの戦い（英語版）で戦死
- 第3子(次男)リチャード・ヘンリー・フィッツロイ・サマセット（英語版） (1817-1884) 政治家。第2代ラグラン男爵位を継承
- 第4子(三男)フレデリック・ジョン・フィッツロイ・サマセット (1821-1824) 早世
- 第5子(次女)キャサリン・アン・エミリー・セシリア・サマセット (1824-1915) 結婚せず